# Hinrich Wulff
 Hinrich Wulff  (* 15. Mai 1898 in Lienen bei Elsfleth; † 29. April 1978 in Bremen) war ein deutscher Pädagoge, Hochschullehrer und Leiter der Pädagogischen Hochschule Bremen.

## Leben
Wulff war der Sohn eines Kapitäns. Er absolvierte von 1912 bis 1919 das Bremer Lehrerseminar. Er wurde 1919 Lehrer und 1931 Rektor der Schule an der Nordstraße in Bremen. Er stand den Schulreformern nahe und war Mitglied des Lehrervereins Bremen. Verbunden war er der Heimatgeschichte und der Bremer Schulgeschichte. Seit 1924 veröffentlichte er dazu Zeitungsartikel. 1925 erschien seine Gedenkschrift Fünfzig Jahre Schule an der Nordstraße und 1928 (zusammen mit Johann Entholt) Bilder aus der Geschichte des bremischen Volksschulwesens. 
Im Zweiten Weltkrieg war er Unterrichtsleiter für die Polizei und nach dem Krieg  Polizei-Berufsschullehrer. 1949 wurde er Lehrer, dann Professor an der Pädagogischen Hochschule Bremen und lehrte das Fach Geschichte. 1950 erschien sein Werk Geschichte und Gesicht der bremischen Lehrerschaft. Im April 1950 übernahm er die Leitung der Pädagogischen Hochschule. Er trat für die Gemeinschaftsschule und für einen konfessionsungebundenen Unterricht in Biblischer Geschichte ein. Im Oktober 1960 wurde er pensioniert.
Sein literarischer Nachlass befindet sich im Staatsarchiv Bremen.

## Werke
- Die Grafen von Stotel. In: Bremer Nachrichten vom 28. Juli (1927) [auch als Sonderdruck, Bremen 1917, 80, 4 SS.].
- Fünfzig Jahre Schule an der Nordstraße, 1925.
- Bilder aus der Geschichte des bremischen Volksschulwesens, zusammen mit Johann Entholt, 1928.
- Geschichte und Gesicht der bremischen Lehrerschaft, 1950.
- Heinrich Schulz. 1872–1932. Ein Leben im Spannungsfeld zwischen Pädagogik und Politik. In: Bremisches Jahrbuch, Band 48, Bremen 1962.
- Religionsunterricht in den Bremer Schulen. In: Humanistischen Union, Heft 1964.
- Schule und Lehrer in Bremen; 1945–1965, 1966.
- Geschichte der bremischen Volksschule, 1967.